# Новомоношкино
Новомоно́шкино — село в Заринском районе Алтайского края России. Административный центр Новомоношкинского сельсовета.

## История
Новомоношкино было основано в 1810 году. В «Списке населённых мест Российской империи» 1868 года издания населённый пункт упомянут как заводская деревня Ново-Моношкина (Буренкина, Буренская) Барнаульского округа (1-го участка) Томской губернии при речке Черемшанке. В деревне имелось 19 дворов и проживало 108 человек (48 мужчин и 60 женщин).
В 1899 году в деревне, относящейся к Чумышской волости Барнаульского уезда, имелось 68 крестьянских дворов и проживало 397 человек (192 мужчины и 205 женщин). Функционировал хлебозапасный магазин.
По состоянию на 1911 год деревня Новоманошкино включала в себя 99 дворов. Имелись часовня, хлебозапасный магазин, мелочная лавка, отделение маслодельного завода и мукомольная мельница. Население на тот период составляло 483 человек. Административно деревня входила в состав Средне-Красиловской волости Барнаульского уезда.
В 1926 году в селе Новомоношкино имелось 180 хозяйств, проживало 943 человека (423 мужчины и 520 женщин). Функционировала школа I ступени. В административном отношении Ново-Моношкина являлась центром сельсовета Чумышского района Барнаульского округа Сибирского края.
В 1982 году село пополнилось жителями из села Ново-Усольцево, которое прекратило существование и было снято с административного учёта. В Новомоношкино шло строительство крупного животноводческого комплекса, там имелась возможность устроиться на работу.

## География
Село находится в северо-восточной части Алтайского края, в пределах Бийско-Чумышской возвышенности, на берегах реки Зудилиха, на расстоянии примерно 27 километров (по прямой) к западу-юго-западу (WSW) от города Заринск, административного центра района.
Абсолютная высота — 261 метр над уровнем моря.
Климат умеренный, континентальный. Средняя температура января составляет −17,7 °C, июля — +19,2 °C. Годовое количество атмосферных осадков — 450 мм.
Уличная сеть села состоит из 10 улиц и 7 переулков.

## Население
| 1997  | 1998  | 1999  | 2000  | 2001  | 2002  | 2003  |
| ----- | ----- | ----- | ----- | ----- | ----- | ----- |
| 1205  | ↘1181 | ↘1173 | ↘1141 | ↘1125 | ↘1122 | ↘1113 |
| 2004  | 2005  | 2006  | 2007  | 2008  | 2009  | 2010  |
| ↘1056 | ↘1042 | ↘1033 | ↘998  | ↘989  | ↗992  | ↗1061 |
| 2011  | 2012  | 2013  |       |       |       |       |
| ↘1051 | ↘1048 | ↘1045 |       |       |       |       |

Согласно результатам переписи 2002 года, в национальной структуре населения русские составляли 96 %.

## Инфраструктура
В селе функционируют сельскохозяйственные фирмы АОЗТ «Сибирские огни», «БСК-СХ»; работают более 10 КФК; есть торговые организации (ООО «Крона», «Феникс», «Нюанс» и др.), средняя общеобразовательная школа, детский сад, врачебная амбулатория (филиал КГБУЗ «Центральная городская больница г. Заринск»), дом культуры, отделение Почты России.